# William Beardmore, 1. Baron Invernairn

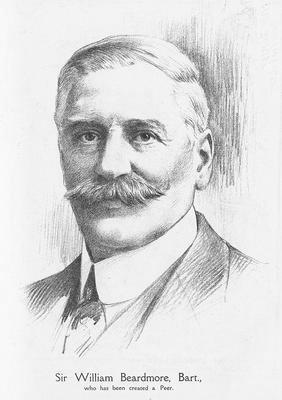
William Beardmore, 1. Baron Invernairn, 1921

William Beardmore, 1. Baron Invernairn (* 16. Oktober 1856 in Greenwich; † 9. April 1936 in Flichity, Inverness-shire) war ein schottischer Unternehmer.

## Leben und Wirken
Nach seiner Ausbildung zum Maschinenbauingenieur war Beardmore zunächst im Unternehmen seines Vaters beschäftigt und wurde nach dessen Tod Teilhaber in einem erfolgreichen Unternehmen, das Dampfkessel für Eisenbahnen und Schiffe herstellte.
1899 erwarb Beardmore eine Werft in Govan bei Glasgow am Clyde, der sich unter seiner Leitung schnell zum größten Industriekonzern Schottlands mit über 40.000 Beschäftigten entwickelte.
Es folgte eine weitere Expansion mit der Übernahme einer Fahrzeugfabrik, eines Stahlwerks und einer weiteren Werft, und so war die William Beardmore and Company der größte Rüstungslieferant Großbritanniens in den Jahren vor dem Ersten Weltkrieg.
1907 war Beardmore privater Hauptgeldgeber für die Antarktisexpedition des Polarforschers Ernest Shackleton, welcher den bei dieser Forschungsreise entdeckten Beardmore-Gletscher nach ihm benannte.
Am 22. Januar 1914 wurde ihm der erbliche Adelstitel Baronet, of Flichity in the County of Inverness, verliehen. Am 15. Januar 1921 wurde er als Baron Invernairn, of Strathnairn in the County of Inverness, zum erblichen Peer erhoben und erhielt einen Sitz im House of Lords.
Nach der Übergabe seines Unternehmens Ende der 1920er Jahre zog sich Beardmore in sein Haus in den Highlands zurück und verstarb kinderlos im Jahre 1936 in Flichity, wo er auch begraben wurde. Seine Adelstitel erloschen mit seinem Tod.